# 大森勇一
大森 勇一（おおもり ゆういち、1961年12月16日 - ）は、日本中央競馬会 (JRA) の元騎手。

## 来歴
1986年に鶴留明雄厩舎からデビュー。障害競走専門の騎手だった。
初騎乗は1986年3月9日、阪神競馬第5競走のファイテングタローで、9頭立ての8着。
初勝利は1986年4月19日の京都競馬第5競走のエーコーシャトーで挙げた。デビュー8戦目でのことだった。
1986年5月3日、京都大障害（春）でアスカザンに騎乗し重賞初騎乗（競走中止）。
1996年10月31日付で騎手を引退。

## 騎手成績
| 通算成績 | 1着 | 2着 | 3着 | 4着以下 | 騎乗回数 | 勝率 | 連対率 |
| -------- | --- | --- | --- | ------- | -------- | ---- | ------ |
| 障害     | 25  | 32  | 47  | 289     | 393      | .064 | .145   |